# L'ultimo dei Wiski
L'ultimo dei Wiski (Making the Grade) è un film del 1929 diretto da Alfred E. Green.
Il soggetto è tratto da una storia dello scrittore George Ade pubblicata nel 1928 su Hearst's International-Cosmopolitan.

## Trama
Rampollo di una ricca famiglia, Herbert Dodsworth torna nella cittadina natale dove vuole dimostrare di essere un vero uomo, degno erede dei Dodsworth. All'inizio, niente però sembra andare nel verso giusto: il Real Ordine delle Marmotte finisce in un disastro, poi lui cade fuori bordo mentre si sta cimentando nella pesca al tonno. Ma quando Herbert si innamora di Lettie, una cameriera, tutto comincia finalmente a marciare e il giovanotto dà finalmente prova del proprio valore, rendendo orgogliosa la famiglia e tutti i suoi antenati.

## Produzione
Il film fu prodotto dalla Fox Film Corporation.

## Distribuzione
Il copyright del film, richiesto dalla Fox Film Corp., fu registrato il 25 febbraio 1929 con il numero LP151.
Distribuito dalla Fox Film Corporation, il film uscì nelle sale cinematografiche USA il 17 febbraio 1929.

### Censura
Nella versione distribuita in Italia la censura italiana eliminò la scena nella quale un popolano atteggia le labbra per un suono volgare all'indirizzo del signor Wiski.